# Sammansvärjningen (1997)
Sammansvärjningen (engelska Conspiracy Theory) är en amerikansk thriller från 1997 i regi av Richard Donner med Mel Gibson och Julia Roberts i huvudrollerna. Filmen hade Sverigepremiär den 8 augusti 1997 och är tillåten från 15 år.

## Handling
Jerry Fletcher kör taxi i New York och ser konspirationer överallt. När Jerry en dag kidnappas och under tortyr blir förhörd, så biter han näsan av förhörsledaren Doktor Jonas och flyr. Han söker upp Alice Sutton, som är en jurist vid åklagarmyndigheten. Men innan han hinner prata med Alice och berätta vad han varit med om, så arresteras han och tas till sjukhus där han får lugnande medel. Innan han helt förlorar medvetandet ber han Alice att byta sjukjournal med den andre patienten som ligger på rummet. Nästa dag är den andre patienten död ...

## Rollista (urval)
- Mel Gibson - Jerry Fletcher
- Julia Roberts - Alice Sutton
- Patrick Stewart - Doktor Jonas
- Richard Donner - Taxipassagerare (ej krediterad)

## Musik i filmen
- Can't Take My Eyes Off You, skriven av Bob Crewe och Bob Gaudio, framförd av Frankie Valli
- Just Maintain, skriven av Alvin Joiner, Gloriree Rodriguez och Eric Brooks, framförd av Xzibit
- Every Little Thing She Does Is Magic, skriven av Sting
- Roto-Rooter Jingle", skriven av Captain Stubby och The Buccaneers
- Can't Take My Eyes Off You, framförd av Lauryn Hill

## Utmärkelser
- 1998 - ASCAP Award - Flest besökare, Carter Burwell
- 1998 - Blockbuster Entertainment Award - Bästa manliga huvudroll - spänning, Mel Gibson
- 1998 - Blockbuster Entertainment Award - Bästa kvinnliga huvudroll - spänning, Julia Roberts
- 1998 - Blockbuster Entertainment Award - Bästa manliga huvudroll - spänning, Patrick Stewart